# Francesco Buttafuoco
Francesco Buttafuoco (Palermo, 9 marzo 1888 – Palermo, 1969) è stato un generale italiano del Regio Esercito e partecipò ai due conflitti mondiali.
In entrambi ebbe la ventura di esser stato catturato dal nemico.
Buttafuoco frequentò la Regia Accademia di Modena dal 1907 al 1910, conseguendo il grado di sottotenente dell'arma di fanteria, e prese parte dal 1915 alla prima guerra mondiale.
Decorato con due Medaglie di Bronzo al Valor Militare nel maggio 1917 sul Vodice.
Maggiore dal luglio 1917 del III/231º Reggimento, brigata Avellino. Catturato dagli austriaci a Ponte San Gervaso, presso Cividale il 28 ottobre 1917 e deportato ad Augustebad e poi a Cellelager (famosi campi di concentramento in Germania).
Da tenente colonnello fu comandante di battaglione prima all'86º Reggimento fanteria (poi disciolto), dopo a disposizione del Ministero delle finanze ed ancora all'85º Reggimento di fanteria.
Da colonnello (anzianità 11 marzo 1935) fu al comando del 77º Reggimento fanteria "Lupi di Toscana" e dal 15 settembre 1937 fu assegnato all'Istituto superiore di guerra, quale insegnante.
Promosso generale di brigata dal 1º luglio 1940, viene assegnato quale comandante della zona militare dell'Istria, a Pola, sino al 15 aprile 1941.
Parteciperà alla seconda guerra mondiale in Libia quale comandante della fanteria della 55ª Divisione fanteria Savona, dal 16 aprile 1941. Dopo una serie di successi, fu catturato dagli inglesi col suo comandante di divisione, generale de Giorgis ed altri 5000 italiani, al passo Halfaya il 17 gennaio 1942.
Rientrò in Italia solo nel termine del 1945.
Promosso nel 1950 generale di divisione con riconosciuta anzianità 1º luglio 1943.